# Со Дже Пхіль
Со Дже Пхіль (кор. 서재필, американське ім'я Філіп Джейсон англ. Philip Jaisohn нар. 7 січня 1864 — пом. 5 січня 1951) — корейський журналіст, просвітитель та політик, один з перших ідеологів руху за незалежність Кореї в роки японської окупації та перший натуралізований громадянин США корейського походження.

## Біографія
Народився в Посонь в родині місцевого чиновника, виховувався одним зі своїх старших родичів в Сеулі. Іспит на право зайняти посаду державного службовця (квагга) він здав до досягнення 18 років, ставши наймолодшим корейцем в історії, що успішно склали його. 1882 року став молодшим чиновником, а наступного року був відправлений на навчання до Японії. 1884 року взяв участь у спробі державного перевороту; після втручання китайських військ був заарештований, звинувачений у зраді, втратив всю свою родину і був змушений залишити Корею, щоб врятувати своє життя. Він втік до США, де став журналістом, а 1890 року став першим корейцем, який отримав американське громадянство. У США він почав вивчати медицину в університеті Джорджа Вашингтона і 1892 року став першим корейцем, який отримав американський диплом лікаря. 1894 року одружився з Мюріель Армстронг, племінницею колишнього президента США Джеймса Б'юкенена.

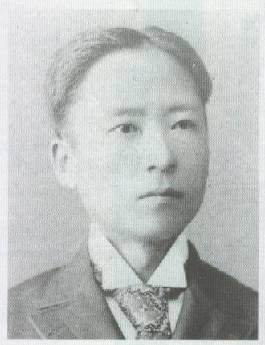
Фотографія в молоді роки

Після поразки Китаю у Японо-китайської війни 1894—1895 років Зі Джепхіль отримав прощення від корейського уряду та право повернутися на батьківщину. Повернувшись, він розгорнув активну просвітницьку діяльність, зокрема, заснувавши газету 독립 신문, першу газету повністю корейською мовою, яка була орієнтована на аудиторію з представників нижчих класів та жінок; він сам активно писав для цієї газети, у своїх статтях відстоюючи необхідність захисту незалежності Корейської імперії від іноземних держав та підкреслюючи важливість модернізації промисловості, розвитку охорони здоров'я та освіти. Він також заснував громадську організацію «Клуб незалежності», проте його вороги з числа консерваторів зуміли переконати уряд у тому, що Джепхіль хоче замінити монархію республікою. У результаті чого дії уряду змусило його знову виїхати до США, після чого було розпущено «клуб», заарештовано 17 його членів, одним з яких був Лі Синман.
Повернувшись до США, Джепхіль став ученим-медиком у Пенсильванському університеті, а пізніше успішно займався видавничою діяльністю у Філадельфії. Коли він дізнався про появу Руху 1 березня 1919 року, то скликав «Перший корейський конгрес», який проходив протягом трьох днів у Філадельфії, а потім розвинув величезну суспільну діяльність з підтримки ідеї відновлення незалежності Кореї, створивши «Корейське інформаційне бюро», «Лігу друзів Кореї» з відділеннями в 26 містах та політичний журнал «Корея», для якого писав статті на підтримку незалежності, інформуючи американську громадськість про стан справ в окупованій країні. Все це вимагало від нього величезної енергії та настільки ж великих фінансових витрат. 1924 року він остаточно розорився і був змушений знову піти працювати лікарем, щоб заробити собі на життя. Щоб оновити свої медичні знання, він у віці 62 років знову став студентом Пенсільванського університету, а потім опублікував п'ять наукових робіт у медичних журналах, що спеціалізуються на патології. Під час Другої світової війни він добровільно служив в управлінні медичної експертизи.
Після поразки Японії у війні він повернувся до Кореї втретє — американська окупаційна адміністрація на півдні країни запросила його як головного радника. Спочатку він знову розгорнув активну діяльність та навіть збирався балотуватися у президенти країни, але потім відмовився від цієї ідеї. Джепхіль був безумовним прихильником відновлення корейського єдності, але непрості відносини з президентом Лі Син Маном змусили його 1948 року знову виїхати до США. Він помер 1951 року, за два дні до свого 87-го дня народження.